# Ashley Moloney
Ashley Moloney, född 13 mars 2000, är en friidrottare från Australien. Han deltog vid olympiska sommarspelen 2020 och olympiska sommarspelen 2024 samt tog brons i tiokamp vid OS 2020.